# Rotkappen-Fruchttaube

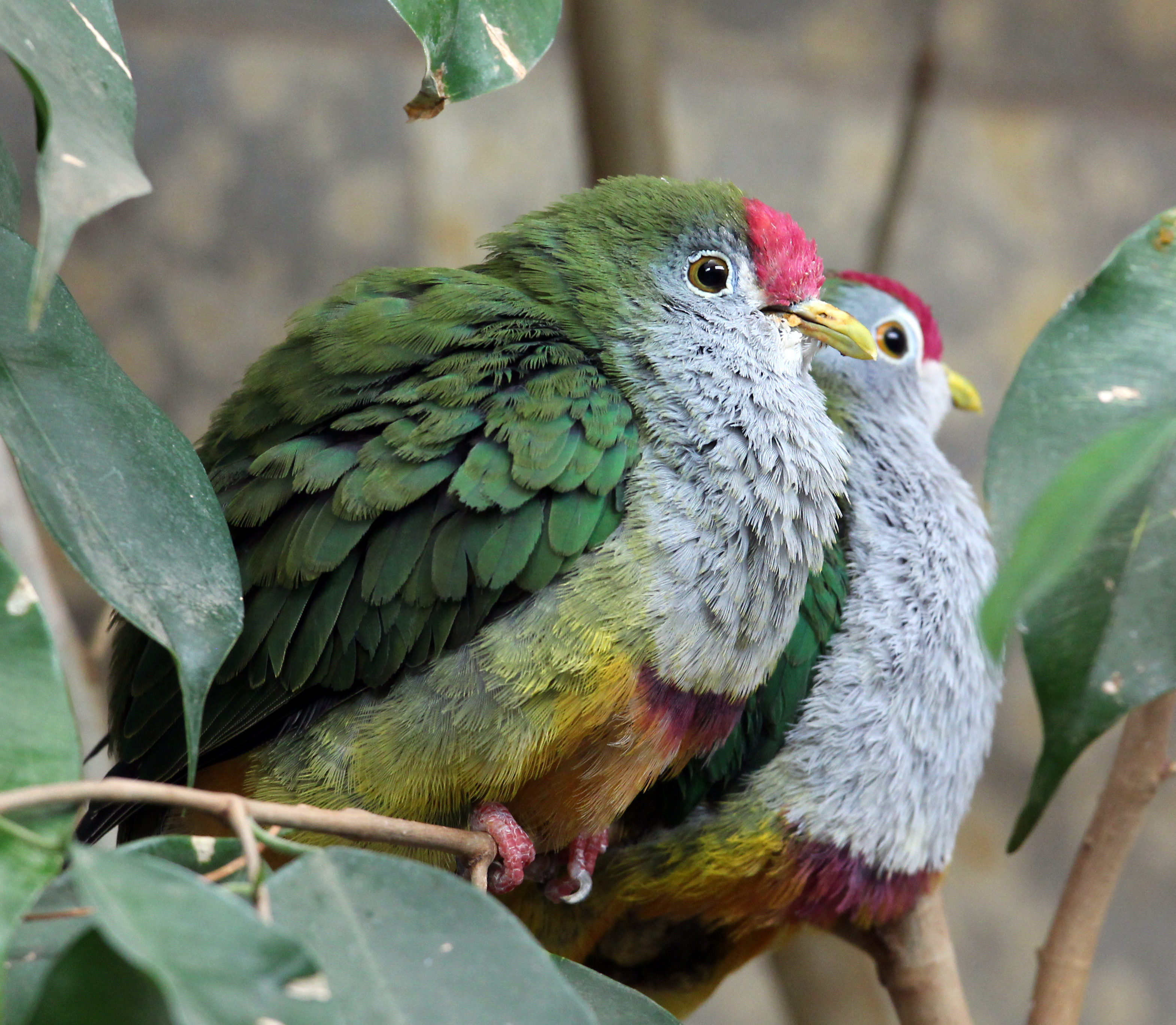
Zwei aufgeplusterte Rotkappen-Fruchttauben

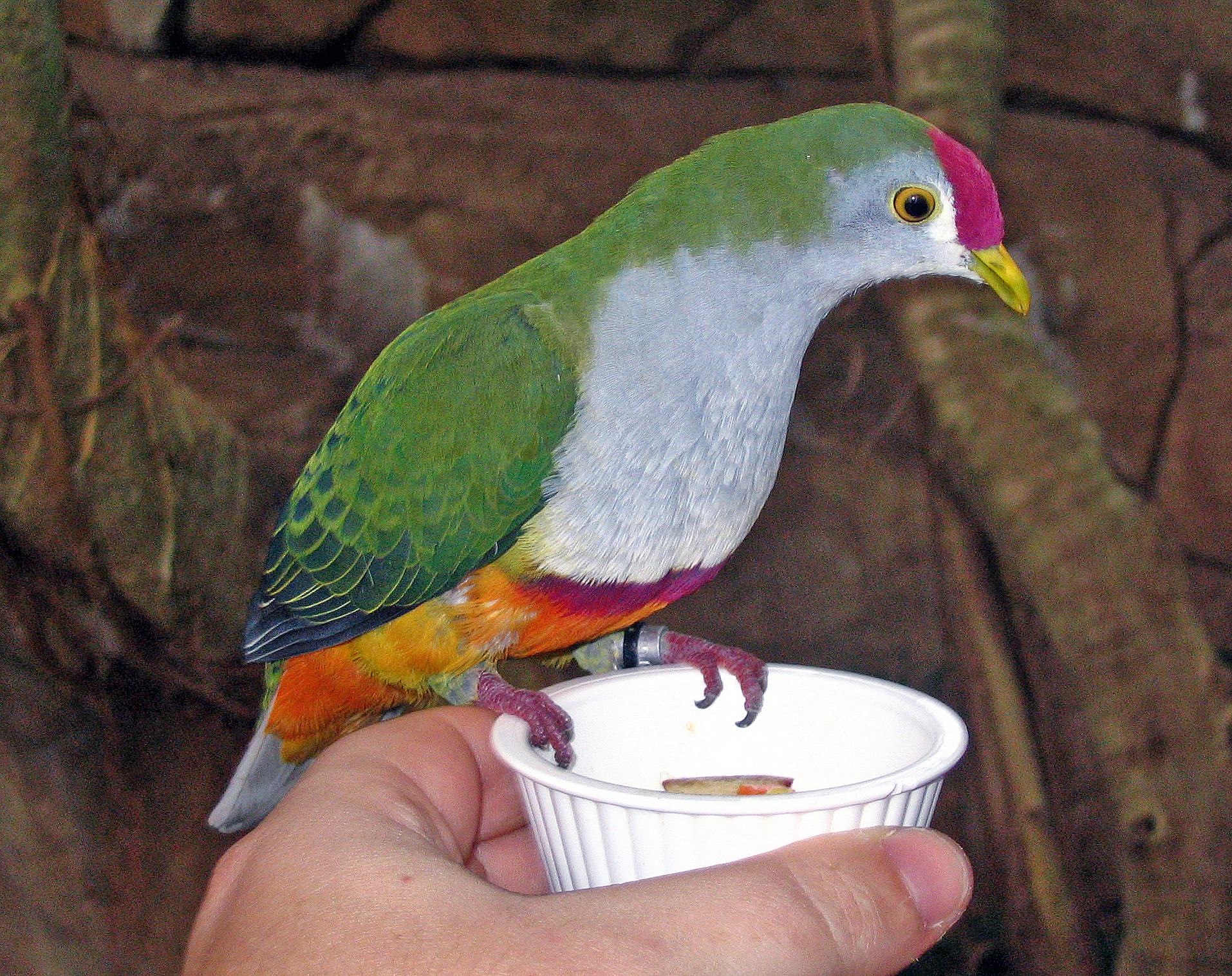
Rotkappen-Fruchttaube

Die Rotkappen-Fruchttaube (Ptilinopus pulchellus), auch Schöne Flaumfußtaube genannt, ist eine Art der Taubenvögel. Sie kommt in zwei Unterarten in Südostasien vor. Sie zählt mit ihrer roten Kopfkappe und dem leuchtend gelben Bauch zu den besonders farbprächtigen Fruchttauben.

## Erscheinungsbild
Die Rotkappen-Fruchttaube erreicht eine Körperlänge von 19 Zentimetern. Sie ist damit deutlich kleiner als eine Lachtaube. Ihre Gestalt ist kompakt und das Gewicht beträgt zwischen 70 und 80 Gramm. Sie zählt damit zu den kleinsten Fruchttauben.  Ein auffälliger Geschlechtsdimorphismus besteht nicht.
Auffällig ist die karmesinrote Kopfkappe, die in ähnlicher Form aber auch bei anderen Flaumfußtauben wie etwa der Lilakappen-, der Rosakappen- und der Rotbauch-Fruchttaube vorkommt. Bei der Rotkappen-Fruchttaube ist die Kehle weiß. Hals und Brust sind blaugrau. Die Brustfedern sind dabei leicht gegabelt. Der leuchtend gelbe Bauch ist scharf von der grauen Brust abgesetzt. Bei den Männchen trennt ein verwaschener, karmesinroter Streif das Bauchgefieder vom Brustgefieder. Bei den Weibchen ist dieses Band etwas matter. Die Unterschwanzdecken sind orange. Die Körperoberseite der Rotkappen-Fruchttaube ist tief dunkelgrün und schimmert bronzefarben. Der Schnabel ist hornfarben. Die Iris ist orange mit gelblichen Augenringen. Die Füße sind kräftig rot.

## Verbreitung und Verhalten
Rotkappen-Fruchttauben kommen auf den Raja-Ampat-Inseln sowie auf Neuguinea vor. Die Art bewohnt Wälder in den Tiefebenen. Es sind überwiegend baumbewohnende Tauben. Das Gelege besteht nur aus einem Ei. Sie ernähren sich von Beeren und kleinen Früchten. Nach einer Untersuchungen zählen zu den gefressenen Früchte unter anderem die von Tristiropsis canarioides. Sie stehen hier jedoch in einer Nahrungskonkurrenz mit den größeren Schwarzkragen-Fruchttauben (Ducula mullerii) und können sich gegen diese nicht durchsetzen. Ebenfalls eine kleine Rolle im Nahrungsspektrum spielen die Früchte der verschiedenen Endiandra-Arten. Daneben spielen auch die Früchte von Gymnacranthera paniculata sowie Polyalthia- und Livistona-Arten eine Rolle. Selbst Pfefferbeeren werden von ihnen gefressen. Obwohl Rotkappen-Fruchttauben keine großen Tauben sind, können sie Früchte mit einem Durchmesser von zwei Zentimeter verschlucken.

## Belege

## Einzelbelege
1. ↑   Rösler, S. 278
2. ↑   Pagel, Marcordes:  Exotische Weichfresser. S. 61.
3. ↑   Frith et al. 1976